# Big Gay Love
Big Gay Love es una película de comedia estadounidense de 2013 escrita y dirigida por Ringo Le y producida por Quentin Lee y Marisa Le. La historia se centra en Bob (Jonathan Lisecki), un hombre gay con sobrepeso que supera la discriminación y la inseguridad basadas en su apariencia para encontrar el amor en la forma de un chef llamado Andy (Nicholas Brendon).
La película fue financiada a través de Kickstarter y alcanzó su objetivo el 23 de marzo de 2013.

## Reparto
- Jonathan Lisecki como Bob
- Nicholas Brendon como Andy
- Ann Walker como Betty
- Ethan Le Phong como Chase (como Phong Truong)
- Todd Stroik como Aidan
- Ken Takemoto como Mr. Tran
- Drew Droege como Dan#1
- Amy Hill como Dr. Barrenbottom
- Jason Stuart como Dan#2
- Karina Bonnefil como Billy Gene
- Jeffrey Damnit como Rambo
- Harvey Guillén como Brian
- Ina-Alice Kopp como Lana
- Jesse James Rice como Tag
- Reed Schiff como el pianista de jazz

## Recepción
Big Gay Love se estrenó en el Frameline Film Festival y luego se proyectó en Outfest, Philadelphia QFest y en el Palm Springs Cinema Diverse Film Festival, donde fue nombrada Película Favorita del Festival.
David Lewis del San Francisco Chronicle elogió la actuación de Lisecki, calificándola de "una actuación emocionalmente desnuda".
Gary Goldstein del Los Angeles Times consideró: "Hay una historia dulce, divertida y universal escondida en los rincones de la confusa comedia "Big Gay Love". El guionista y director Ringo Le parece consciente de sus intenciones temáticas, pero no sabe cómo ejecutarlas. El resultado es una película delgada y descolorida que, después de un buen comienzo, se tambalea, llenando el tiempo hasta su inevitable conclusión."